# Castelli (comune italiano)
Castelli (Li Castìllë in abruzzese) è un comune italiano di 933 abitanti della provincia di Teramo in Abruzzo. Sito alle falde sud-orientali del Gran Sasso d'Italia (gruppo del Monte Camicia), fa parte del circuito dei borghi più belli d'Italia e parte del territorio rientra nel Parco Nazionale del Gran Sasso e Monti della Laga, costituendone di fatto una porta di accesso nella sua parte sud-orientale, e nella Comunità montana Gran Sasso.

## Geografia fisica
Il territorio è uno dei punti di accesso al parco nazionale del Gran Sasso e Monti della Laga nella sua parte sud-orientale: salendo per Rigopiano è possibile raggiungere la parte meridionale di Campo Imperatore passando per Vado di Sole (1650 m s.l.m.) in circa 20 km e con un dislivello di circa 1200 m in un percorso naturalistico molto suggestivo. Imponente è inoltre la visuale sulla parete nord-est del Monte Camicia (con oltre 1200 m di prominenza) e la sottostante folta zona boscosa. Transita qui un tratto della grande Ippovia del Gran Sasso.

## Storia
Il borgo è di oscura origine. Seguì le vicende degli altri centri della Valle Siciliana. Nel XV secolo fu legato al Ducato di Atri, come dimostrato anche da un affresco di Andrea De Litio nella chiesa parrocchiale di San Rocco.
Il feudo divenne famoso nel XVI secolo per l'avvio della produzione delle ceramiche. In questa epoca il borgo, per via di terremoti, fu completamente ricostruito con palazzi barocchi e rinascimentali.
Sicuramente, per i ritrovamenti archeologici, vi era in loco un sistema di case sparse, che seguì le vicende dei Pretuzi, e poi dei Romani. Con la decadenza di Roma nel V secolo d.C., gli abitanti della vallata si raggruppano in castra fortificati, detti "Li Castelli", da cui l'attuale toponimo, e furono per secoli sotto al giurisdizione dell'abbazia benedettina di San Salvatore, oggi scomparsa, che si trovava presso la contrada omonima; la prima menzione di questa abbazia risale al 1117, quando Papa Pasquale II ne conferma i privilegi ed i possedimenti e ricorda i recenti lavori di restauro compiuti dagli Abati Berardo, Benedetto ed Amico (ancora vivente all'epoca). Proprio grazie alla presenza benedettina nella valle del Vomano, i paesani dei Castelli avrebbero iniziato ad apprendere le tecniche di lavorazione dell'argilla, che si trova a quantità presso le cavità dei colli sopra cui sorge il paese.
Ben presto la società, da agro-pastorale, divenne di carattere imprenditoriale, sapendo commercializzare i prodotti d'argilla. Nel XII-XIII secolo Castelli fu feudo dei Conti di Pagliara (Isola del Gran Sasso), nel 1336 insieme alla Valle Siciliana, Castelli passò al ramo degli Orsini di Manoppello: Maria di Sully discendente dei Palearia si sposò con Napoleone I Orsini, creando una nuova dinastia.
Durante la conquista spagnola del Regno di Napoli (XVI secolo), Castelli fu infeudata a Francesco Riccardi di Ortona, intimo di Ladislao di Durazzo, poi andò ai Petrucci, agli Orsini nei primi anni del '500; fu uno degli ultimi feudi di Camillo Pardo Orsini, conte di Manoppello, caduto in disgrazia presso gli Aragona. Sicché nel primo ventennio del '500 Castelli andò in mano al duca di Sessa, e nel 1527 Carlo V d'Asburgo la dette al generale Hernando de Alarcón, che instaurò un marchesato a Tossicia, comprendete tutta la Valle Siciliana. Castelli fece parte del dominio dei Mendoza sino al 1806, quando divenne una municipalità, inclusa nel distretto di Teramo in Abruzzo Ultra.
Subì i danni del terremoto dell'Aquila del 1703 e di quello più recente del 2009. Negli anni '60 nell'ex convento dei Francescani fu fondato l'istituto professionale d'arte per continuare a mantenere viva la tradizione legata alla produzione dell'argilla e delle maioliche policrome che aveva visto nel XVI-XVII secolo grandi dinastie di mastri ceramisti come i Grue e i Gentili.

## Monumenti e luoghi d'interesse

### Architetture religiose

#### Chiesa parrocchiale di San Giovanni Battista

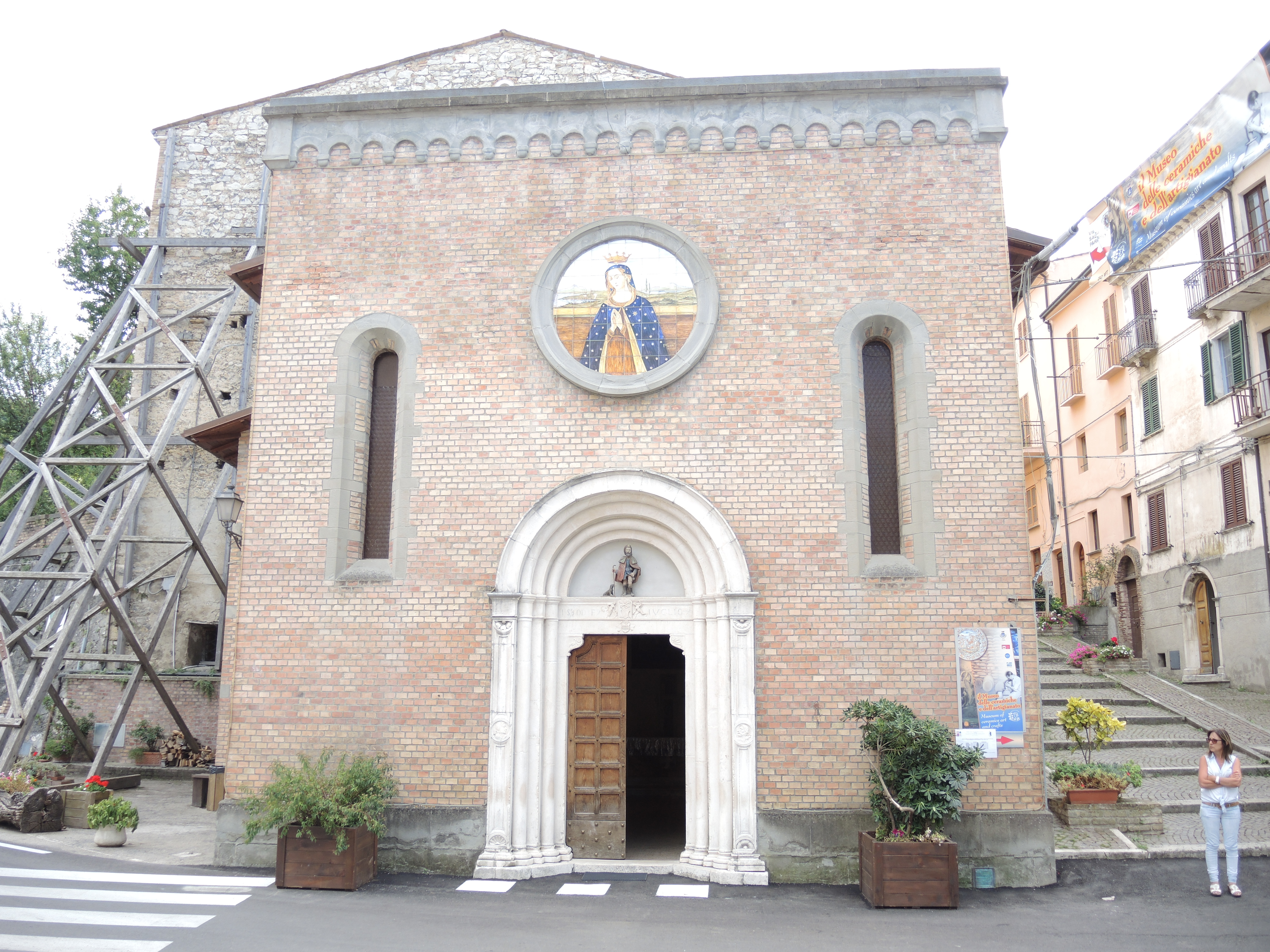
Chiesa di San Rocco

In Piazza Roma, ha un aspetto tardo rinascimentale del XVI secolo. Ha pianta rettangolare con classica facciata a coronamento orizzontale, col portale del 1601 a timpano spezzato, sormontato da un oculo. Sulla destra si erge il campanile a torre. L'interno è a tre navate, molto sobrio, in stile neoclassico, con quattro robuste colonne divise per lato che reggono le navate stesse. L'elemento di pregio è una statua lignea della Madonna col Bambino, legata a un ambone romanico, proveniente dal distrutto monastero di San Salvatore, le cui rovine sono in località Villa Re Quirino Celli.
La statua risale al XIII secolo, realizzata seguendo la matrice culturale francese dalla Cattedrale di Chartres, che mostra somiglianze anche con gli affreschi della chiesa di Santa Maria di Ronzano a Castel Castagna, poco distante dal borgo. La Madonna mostra molte rifiniture nella realizzazione dei capelli, la chioma si divide in due bande finemente abbellite con trecce e nastro, con l'ornamento finale della corona. Il panneggio è ugualmente lavorato con accurate pieghe di come mostra la veste del Bambino.

#### Chiesa di San Rocco
Si trova appena fuori dal borgo medievale, risalente al XVII secolo, benché l'attuale facciata sia un rifacimento pseudo romanico del 1970, durante il restauro conservativo. La chiesa conserva il portale romanico strombato (sulla lunetta c'è un bassorilievo del santo), con in asse un girare in ceramica castellina raffigurante la Madonna. L'interno è a navata unica, a forma di cappella rettangolare, con poche decorazioni, e due statue lignee.

#### Chiesa di San Donato

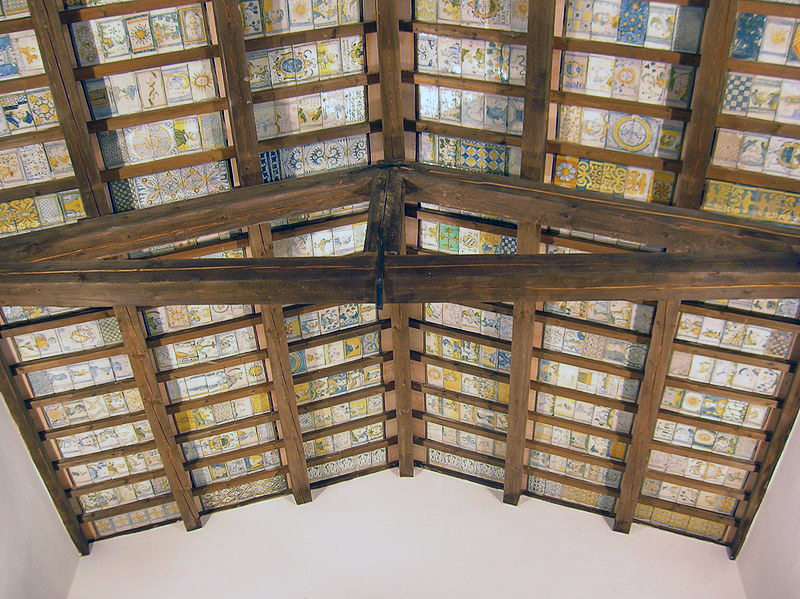
Il soffitto maiolicato di San Donato

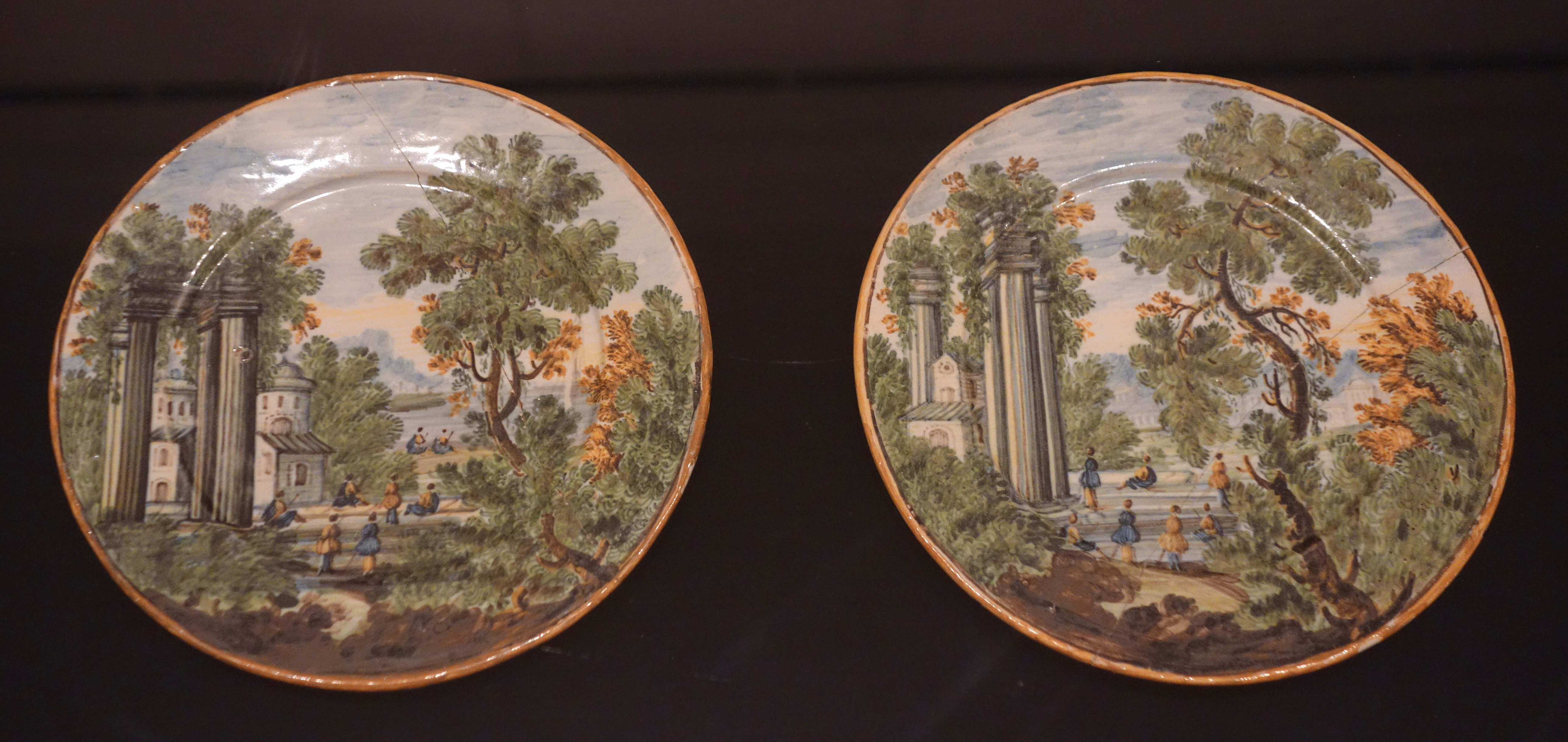
Due piatti di maiolica realizzati a Castelli

La chiesa di San Donato, nata anticamente come cona, ossia chiesetta di campagna, sorge appena fuori dal borgo abruzzese, su una leggera altura.
L'edificio venne dedicato alla Madonna del Rosario nel XV secolo, e fu ampliato agli inizi del Seicento fino a prendere la forma attuale.
Nel 1963 questa chiesa fu definita dallo scrittore Carlo Levi la Cappella Sistina della Maiolica, per via del soffitto interamente costituito di tavelle decorate a maiolica, di dimensioni 20x40 cm in circa 1000 (attualmente 800) esemplari, risalenti al 1615-1617 circa.
Opera unica nel suo genere, è in parte esposta al Museo delle ceramiche di Castelli che conserva le tavelle rotte o deteriorate. La realizzazione viene attribuita ai ceramisti della famiglia Pompei, anche se l'opera di decorazione della chiesa fu un lavoro che coinvolse tutti i decoratori del paese. Il risanamento e restauro fu a cura delle Antiche Fornaci Giorgi attorno al 1972.
I temi raffigurati sulle mattonelle sono vari: simboli araldici, animali apotropaici, scritte religiose e modi di dire, decorazioni floreali, disegni geometrici semplici.

#### Museo della Ceramica
Inaugurato nel 1984 presso l'antico convento francescano fuori dal borgo medievale e intitolato all' insigne ceramista Francesco Antonio Saverio Grue, è un unicum dell'arte abruzzese, voluto per salvaguardare le tradizioni locali della lavorazione della ceramica. Il museo offre il percorso nel chiostro conventuale, con 24 tondi in maiolica, e un percorso della storia della ceramica abruzzese e castellina in due livelli.
Il percorso offre una storia della mostra delle ceramiche, dalle origini nel 1400 circa fino al 1900. Alcuni pezzi riguardano anche reperti archeologici delle civiltà italiche abruzzesi, in modo da collegare l'arte rinascimentale con la secolare traduzione locale. Gran parte del materiale viene dalla collezione di Giancarlo Polidori (1930-40). Tra i reperti ci sono una cona proveniente da San Donato, una Madonna col Bambino di Orazio Pompei (1551), e una collezione di utensili e soprammobili della bottega Grue e di quella dei Gentili, attivi anche a Loreto Aprutino. Al piano terra c'è una seconda collezione donata dal Maestro Giorgio Saturni, docente storico dell'Istituto d'Arte di Castelli.

## Società

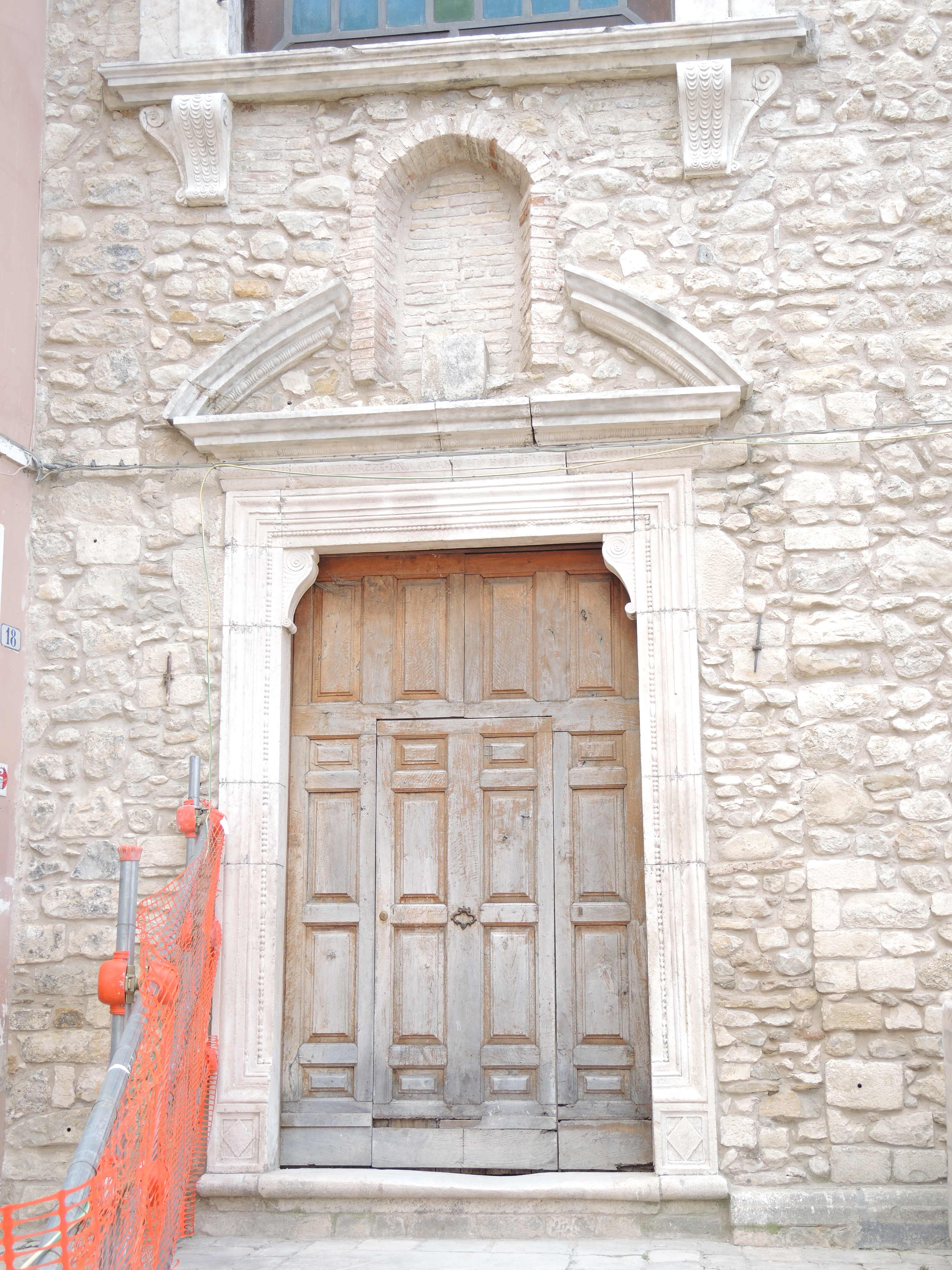
Portale della Chiesa di San Giovanni Battista

### Evoluzione demografica
Abitanti censiti

## Cultura
Il comune è famoso per la maiolica di Castelli, una tradizione che risale all'inizio del Rinascimento, anche se si presume precedente, che è divenuta famosa nel mondo per la qualità del design, ma soprattutto per la finezza della decorazione. Tra i maestri principali si annoverarono, in ordine temporale Antonio Lollo, i Grue e i Gentili: al primo si deve un pregevole Giudizio di Paride in manganese con ritocchi di giallo, mentre a Carlo Antonio Grue (1655-1723) si attribuisce lo stile che rese celebre la maiolica di Castelli, anche mediante l'attività dei suoi figli, in particolare Aurelio Anselmo Grue; le sue opere raffigurarono prevalentemente temi mitologici o gruppi di cavalieri armati. Fino agli inizi del XIX secolo varie generazioni di Grue si susseguirono ottenendo brillanti risultati.
È possibile visitare la chiesa di San Giovanni Battista, famosa per la sua pala d'altare in ceramica realizzata nel 1647 da Federico Grue.
Il paese ospita inoltre il Museo delle ceramiche nonché l'Istituto d'arte "F. A. Grue". Nel periodo in cui Potito Randi fu preside della Scuola d'arte fu realizzato da insegnanti e allievi dell'Istituto uno dei prodotti artistici più interessanti della moderna produzione castellana, il cosiddetto "terzo soffitto della Chiesa di San Donato" poi rinominato il "Terzo cielo".
Anche a Pescara e Loreto Aprutino esistono musei privati che ospitano le preziose ceramiche. Inoltre nel 2009, il Consorzio di Produttori Centro ceramico Castellano ha realizzato le anfore utilizzate nel corso del Viaggio dell'Acqua organizzato in occasione dei XVI Giochi del Mediterraneo di Pescara 2009.

## Infrastrutture e trasporti

### Strade
Il comune è servito dall'autostrada A24 mediante l'uscita Colledara-San Gabriele distante 10 km dal paese ed è attraversato in parte dalla ex Strada statale 491 di Isola del Gran Sasso, per concludere è servito da altre strade provinciali di minore importanza.

## Amministrazione
| Periodo           | Periodo           | Primo cittadino     | Partito                          | Carica      | Note          |
| ----------------- | ----------------- | ------------------- | -------------------------------- | ----------- | ------------- |
| 23 aprile 1995    | 13 giugno 1999    | Dante De Vincentiis | Lista civica di centro-sinistra  | Sindaco     | [ 11 ]        |
| 14 giugno 1999    | 14 gennaio 2001   | Domenico Verdone    | Lista civica di centro           | Sindaco     | [ 12 ]        |
| 15 gennaio 2001   | 13 maggio 2001    | Eugenio Matronola   |                                  | Comm. pref. | [ 13 ]        |
| 14 maggio 2001    | 28 maggio 2006    | Enzo De Rosa        | Lista civica di centro-destra    | Sindaco     | [ 14 ]        |
| 29 maggio 2006    | 15 maggio 2011    | Concezio Di Flavio  | Lista civica di centro-sinistra  | Sindaco     | [ 15 ]        |
| 16 maggio 2011    | 25 settembre 2014 | Enzo De Rosa        | Lista civica Bella Castelli - FI | Sindaco     | [ 16 ] [ 17 ] |
| 26 settembre 2014 | 30 maggio 2015    | Dante De Vincentiis | Lista civica Bella Castelli      | Vicesindaco | [ 17 ] [ 18 ] |
| 31 maggio 2015    | in carica         | Rinaldo Seca        | Lista civica Primavera Castelli  | Sindaco     | [ 1 ]         |